# Black Infinity
Black Infinity là ban nhạc được thành lập bởi Nguyễn Tiến Hưng năm 2006, theo phong cách Gothic/Doom/Death metal. Vào thời điểm mới ra đời, nhóm chỉ gồm Hưng cùng hai khách mời. Nhóm hoạt động chủ yếu tại California, Mỹ với sản phẩm đầu tay là Mini CD Sorrow burned. Cũng trong năm 2006, Hưng quyết định trở về Việt Nam chiêu mộ thành viên. Hiện nhóm ổn định với đội hình 6 người: Nguyễn Tiến Hưng (vocalist), Nguyễn Tiến Mẫn (guitarist), Đặng Thái Sơn (guitarist), La Cẩm Mãn (keyboardist), Tiger Vũ (bassist), La Cẩm Cường (drummer).
Vào thời điểm đó, Rock tại Việt Nam không còn quá mới mẻ, nhưng với phong cách chơi sáng tạo và những đầu tư chuyên nghiệp, Black Infinity đã có những bước tiến dài, trở thành một trong những ban nhạc chơi Metal hàng đầu Việt Nam và ghi danh Việt Nam trên bản đồ Rock thế giới.

## Thành lập
Ý tưởng về Black Infinity đến với Nguyễn Tiến Hưng khi anh đang học tập bên Mỹ. Trước khi đi du học, Hưng từng là tay trống trong ban nhạc Rock UnlimiteD. Khi ở Mỹ, Hưng tham gia với vai trò Lead vocal/Bass của ban nhạc Sorrow Decadence, vốn được thành lập bởi các du học sinh Việt Nam ở Mỹ có cùng đam mê dòng nhạc Symphony Death. Năm 2006, do một số lý do các nhân của các thành viên, Sorrow Decadence tạm ngừng hoạt động. Khi đó, Hưng quyết định thực hiện ý định đã nung nấu từ lâu là thành lập một ban nhạc mang phong cách Gothic/Doom/Death lấy tên là Black Infinity. "Black là màu đen, màu chủ đạo của nhạc Rock. Còn Infinty là một cái gì rất rộng lớn. Kết hợp hai từ đó lại thành sức mạnh của âm nhạc Rock." Hưng giải thích về cái tên của nhóm. Cũng trong năm 2006, sau khi tốt nghiệp xong, Hưng quyết định trở về Việt Nam sinh sống và tìm kiếm thành viên cho Black Infinity.
Đầu tiên là Nguyễn Tiến Mẫn (Tiger Nguyen), em trai của Hưng, tham gia với vị trí guitar. Mẫn cũng từng là tay guitar của ban nhạc Unlimited. Anh là người gắn bó với guitar và những bản nhạc Rock từ ngày còn ngồi trên ghế nhà trường. Người tiếp theo tới với Black Infinity là Đặng Thái Sơn. Đây cũng là một thành viên cũ của Unlimited với vai trò guitar. Trước đó, Sơn và Hưng gặp nhau ở hội Mỹ thuật. Thấy Hưng đang nghe Rock, Sơn rủ Hưng tham gia câu lạc bộ Rock Sài Gòn, là tiền thân của RFC hiện nay. Ngày đó, hai người cũng lập một nhóm nhạc sinh viên. Ngoài vai trò chơi guitar, Sơn còn đảm nhiệm phần kỹ thuật thu âm của nhóm. Nguyễn Tiến Thịnh (Cường em) - Vocal của Titanium cũng gia nhập Black Infinity với vài trò chơi trống. Bassist Tiger Vũ đến với ban nhạc năm 2007 rất tình cờ. Anh là bạn của bạn Hưng, khi đó cũng đang du học tại Mỹ. Khi còn ở Việt Nam, Tiger là thành viên của 3Someblues và Firewall, những nhóm nhạc ở trường cấp 3 Lê Hồng Phong, Hồ Chí Minh. Sau nhiều lần trò chuyện qua lại, cảm thấy hợp với phong cách của mình, Tiger Vũ quyết định về Việt Nam để gia nhập nhóm. Trước khi Tiger Vũ về nước, Tiến Hưng vừa là vocal kiêm vị trí bass.
Đây là đội hình ra mắt đầu tiên của Black Infinity. Lưu trữ ngày 10 tháng 8 năm 2017 tại Wayback Machine
Tuy nhiên không lâu sau đó, Nguyễn Tiến Thịnh do bận bịu với nhóm nhạc Titanium nên rời Black Infinity, thay thế là Phạm Hoàng Mỹ (Phệ). Hoàng Mỹ sinh ra trong gia đình có truyền thống chơi nhạc. Mỹ cũng từng chơi guitar, bass, keyboard nhưng lại quyết định chọn trống bởi "con người của mình không phải là thuộc về giai điệu mà của tiết tấu." Cuối năm 2006, La Cẩm Mãn xuất hiện. Hưng tình cờ gặp gặp Mãn trong một đêm solo tại RFC bar. "Hưng đứng trên khán đài và nhìn xuống sân khấu, thấy một tay keyboard rất ngầu và nói chung là... không biết tả thế nào... một sức hút rất đặc biệt", vocalist của Back Infinity nhớ lại. Bị quyến rũ bởi lối chơi sáng tạo và thần thái cuốn hút, Hưng mời anh tham gia nhóm. La Cẩm Mãn trở thành keyboardist của Black Infinity và thổi vào chất Metal của nhóm thêm một luồng âm thanh đặc biệt, vừa dịu dàng vừa ma quái.
Năm 2011, Phạm Hoàng Mỹ buộc phải rời nhóm vì sử dụng chất kích thích. Đây cũng là thông điệp chung của nhóm đối với tất cả các thành viên: nói không với chất kích thích. "Black Infinity chú trọng vào Âm nhạc và Nghệ thuật. Đó mới là vấn đề chính, là niềm đam mê thật sự," trưởng nhóm Tiến Hưng bày tỏ quan điểm. Không chỉ riêng vấn đề về chất kích thích, Black Infinity cũng hướng tới một môi trường Rock sạch, nơi Nghệ thuật được đặt lên hàng đầu chứ không phải những hành động quá khích. "Chúng tôi có 1 lời nhắn nhủ đến những ai tham gia show của Black Infinity rằng chúng tôi không thích tiết mục Wall of Death hay Cricle of Death diễn ra trong đêm diễn. Với Black Infinity, mọi người đến là để thưởng thức âm nhạc. Chúng tôi không tán thành những hành động quá khích ảnh hưởng đến những cô gái và những người xung quanh." trưởng nhóm Black Infinity lên tiếng trước buổi ra mắt "Rising from the dark" tại Hanoi Rock city. Đây cũng là tư tưởng chung của các nhóm nhạc Rock trên thế giới hiện nay. Rock là đam mê, là mạnh mẽ chứ không phải thứ điên loạn gây ảnh hưởng tới sức khỏe, mạng sống của bản thân và người khác.
Tay trống mới là La Cẩm Cường (Cường Nhóc). Khi đó Cường mới 15 tuổi nhưng đã có thâm niên 8 năm đi diễn, được ví von là thần đồng trống của Việt Nam. Cường đồng thời cũng là em của La Cẩm Mãn. Tuy nhiên khán giả nhớ tới anh bởi những đoạn Riff máu lửa hơn là bởi mối quan hệ đặc biệt này.
Đây là đội hình hoàn chỉnh của Black Infinity tính tới thời điểm hiện tại.
Ngoài chơi cho Black Infinity, các thành viên cũng lập các nhóm nhỏ để trải nghiệm các hình thức âm nhạc mới, mang dấu ấn cá nhân. Đó là hai anh em La Cẩm Mãn và La Cẩm Cường với nhớm Ice Dragon. Sản phẩm âm nhạc của nhóm là sự kết hợp giữa tiếng trống của Metal và những giai điệu keyboard có hơi hướng Symphony và Jazz, tạo thành hợp âm vừa say đắm vừa kỳ bí. Hai thành viên khác Black Infinity là Tiger Nguyễn và Tiger Vũ kết hợp với nhau trong một dự án có tên TigerKlaw. Đây là sự kết khá ăn ý của hai người trong dòng Electro-Metal, với Tiger Nguyễn chuyên về Ambient và Metal, đồng thời kiêm luôn producer, trong khi Tiger Vũ chuyên Electro-Hop và Gangsta Rap, tạo ra âm thanh rất sôi động. Trong tương lai, hai người sẽ hợp tác với nhiều nhạc sĩ khác để thực hiện các dự án âm nhạc mới. Trưởng nhóm Tiến Hưng cũng mang tới dự án riêng mang tên Mr. Blackhearted. Mr. BlackheartedD thử nghiệm thể loại Electronic Trance Gothic. Anh chia sẻ "Mr. Blackhearted là solo project chỉ để thoả mãn những sở thích cá nhân thôi. Tôi vẫn luôn giữ vai trò tốt của mình trong sáng tác và là vocal cho Black Infinity"

Năm 2014, Bassist Tiger Vũ tạm rời nhóm để hoàn tất chương trình học vấn, thay vào đó Bassist Quách Triệu Khương của nhóm 9th Dimension sẽ đảm nhận vị trí thay cho Tiger Vũ. Với phong cách trình diễn máu lửa, Quách Triệu Khương đã tiếp thêm ngọn lửa phấn khích tại các show của Black Infinity.
Mùa xuân 2015, Ca sĩ chính Hung BlackhearteD chính thức cho ra thương hiệu thời trang rock do chính anh sáng lập mang tên " The Black Clothing ". Cùng thời điểm đó Hung BlackhearteD cùng em trai của mình là guitar Tiger Nguyen cùng sáng lập ra hãng đĩa mang tên " Young Guns Records ".

## Phong cách
Phong cách của Black Infinity được hình thành từ sự hòa trộn đam mê giữa các thành viên nhưng linh hồn của nhóm vẫn là ca sĩ kiêm sáng tác chính Nguyễn Tiến Hưng. Bản thân Hưng cũng là người bị ảnh hưởng bởi nhiều dòng nhạc như Heavy Metal, Death, Black, Doom, Gothic, Classical, Alternative của các nhóm nhạc như Children of Bodom, Crade of Filth, Skid Row, Guns n' Roses, Type O Negative, Nightwish... Đĩa nhạc 666 Metal Black Infinity tung ra năm 2009 trộn lẫn các chất liệu metal truyền thống nhưng Hưng cho biết anh không muốn bó hẹp Black Infinity trong một thể loại nào. Hưng cũng không ngần ngại thể hiện sự thích thú với Lady Gaga. Black Infinity thậm chí đã cover lại ca khúc Poker face quen thuộc của Gaga theo phong cách Metal. Chỉ riêng cái tên album gần đây 666 Metal với khẩu hiệu "Novus ordo Seclorum" đã cho khuynh hướng Metal dữ dội của nhóm.
Bên cạnh đó, nhóm cũng thử trải nghiệm với những bản ballad như "Dying with memories", "Embracing hearts", "You and I we'll the love tonight". Trong tiếng piano lãng đãng, vocal Tiến Hưng chứng minh vẫn có thể rock một cách say đắm mãnh liệt mà không cần gào thét. Đặc biệt trong album "666 Metal" còn xuất hiện một bản intrumetal mang tên "When her love on fire" được thể hiện bởi keyboardist La Cẩm Mãn. Đây có thể coi là nét chấm phá đặc biệt trong album lần này. Vẫn mang hơi hướng nổi loạn của rock nhưng xen vào những tiết tấu nhấn nhá rất jazz, cộng thêm một chút ma mị dễ khiến người ta liên tưởng tới tiếng đàn của Davy Jones. Một bản intrumental rất đáng nghe.
"The Secret" là một trường hợp khác. Đây là ca khúc mang lại nhiều giải thưởng âm nhạc cho nhóm bởi sự hòa quyện độc đáo giữa tiếng đàn tranh giả trên phím keyboard và những đoạn Riff rất Metal. Tạo thành một dòng chảy âm nhạc từ trung cổ tới hiện tại, vừa róc rách ngân nga vừa dữ dội mãnh liệt, như con suối chảy ra thác nước dựng đứng. "Thật ra ý tưởng đàn tranh, nhạc cụ dân tộc, Mãn rất thích nhưng chưa biết phải làm sao để kết hợp. Giữ ý tưởng trong đầu lâu rồi. Lâu...lâu...lâu lắm rồi. Sau này cũng viết lên một đoạn demo nhưng chưa hoàn chỉnh. Đến lúc chơi với Black Infinity thì cũng mạnh dạn đưa ra. Anh em cũng rất "phê" ý kiến này. Và mọi người cùng làm lại." La Cẩm Mãn nhớ lại. "Ca khúc The Secret trong album 666 Meta là ca khúc tôi thích nhất. Lối đánh bass rất khác lạ so với các bài còn lại." Bassist Tiger Vũ chia sẻ.
Tới năm 2013, nhóm bước vào phòng thu chuẩn bị cho ra đời album thứ 2, với phong cách chủ đạo là Electro Metal. Ngoài ra còn pha thêm Doom, Metal Core, cổ điển.
Có thể thấy, Metal vẫn là chủ đạo trong âm nhạc của Black Infinity nhưng ban nhạc cũng không ngừng sáng tạo trong cách chơi để mang tới cho người nghe những sản phẩm mới lạ.

## Sản phẩm âm nhạc

### Sorrow burned
Sản phẩm đầu tay của Black Infinity là Mini CD mang tên Sorrow burned, trong đó Hưng đảm nhiệm vai trò Vocal/Keyboard/Bass. Hai khách mời là tay guitar Lê Minh Đức (của Sorrow Decadence) và tay trống Tim Duong.

### 666 Metal

Bìa album 666 Metal

Đầu năm 2009, Black Infinity chính thức bước vào phòng thu để cho ra đời album đầu tay của nhóm mang tên 666 Metal. Gồm 11 tracks và 1 hidden track. Tất cả đều do các thành viên của nhóm sáng tác. "Đây là album đầu tay nên chúng tôi muốn dành hết những gì thuộc về Black Infinity", vocalist Tiến Hưng tâm sự. Album được phát hành bởi Music Faces của nhạc sĩ Đức Trí với 4000 bản sẽ chính thức ra mắt tại Việt Nam vào ngày 18/7/2009, tiếp đó là ở Pháp ngày 1/9 và Mỹ ngày 11/9.
Nói về 666 Metal, vocal Tiến Hưng cho biết: "Ban nhạc nhận được nhiều sự hỗ trợ về âm thanh và kỹ thuật của những người bạn ở Mỹ, và hầu như các thành viên đều phải tạm ngừng công việc cá nhân đẻ thực hiện thu âm cho album, quay clip, tập nhạc, gần như kín cả tuần. Một trong những khó khăn đầu tiên là chọn nhà sản xuất cho album, đặc biệt là việc xin giấy phép phát hành album của Bộ văn hóa TT & DL vì đây là một album thuộc loại rock nặng và được sáng tác hoàn toàn bằng tiếng Anh."

### Deluxe "The 666 Metal Gods"
Album Deluxe là một phiên bản đặc biệt của album debut 666 Metal 18 track được phát hành dưới dạng Digitaly/Online với những bản bonus không có trong album 666 Metal, đây có thể coi là một sự chuyển giao từ Album 1 qua Album 2 của Black Infinity. Electronic Death Metal sẻ là chủ đạo cho những sáng tác mới, các ca khúc Bonus đặc biệt không có trong album "666 Metal" đã phát hành của ban nhạc Black Infinity. Góp mặt trong album là những version đặc biệt như Poker Face (Lady Gaga cover), She Burns (Finch Cover/banned version), Dying with memories (Electronic Doom/New Age), …
Như một sự tri ân tới những người hâm mộ, ngày 6/6/2010, Black Infinity đăng tải album Deluxe "The 666 Metal Gods" trên website của nhóm và cho phép tải xuống miễn phí.

### Rising from the dark
DVD Rising from the dark chính thức phát hành trên toàn quốc vào ngày 6/4/2012. Là sản phẩm tinh thần được chau chuốt kỹ càng của Black Infinity sau debut 666 Metal. DVD đánh dấu cột mốc 6 năm thành lập của ban nhạc. Tên gọi của DVD cũng mang khá nhiều ý nghĩa đánh dấu những bước thăng trầm, những khoảnh khắc đáng nhớ trong quá trình hoạt động âm nhạc của Black Infinity. Album là tập hợp 12 clip gồm những sáng tác yêu thích nhất của Black Infinity. Ngoài ra còn có những đoạn phim tài liệu chưa được ban nhạc công bố, nhiều cảnh quay Behind the scene thú vị. Đây là album đầu tiên của rock Việt được làm với đầy đủ các phần chính của một DVD chuyên nghiệp, thường được các ban nhạc rock danh tiếng trên thế giới thực hiện như music video, live videos, documentary. Người xem có thể thưởng thức hình ảnh và âm thanh tuyệt đẹp qua các music video như "This is our last dance", "Return for dying", "G.O.D"… hoặc sống lại không khí sôi động trong các rock show mà Black Infinity từng biểu diễn qua các live video như "Heaven downfall" (bản diễn live tại "Rock Storm" 2011 và bản diễn live tại RFC 2008 - Chương trình kỷ niệm 10 năm Rock fan club). Vocalist Tiến Hưng của Black Infinity chia sẻ sự hài lòng với album này: "Nó là sự đúc kết, trong đó tái hiện thời gian đầu hình thành ban nhạc, những khoảnh khắc đẹp trong các chuyến lưu diễn của chúng tôi, cùng những thăng trầm đáng nhớ…".
Ngoài phần âm nhạc được Black Infinity trau chuốt, các clip trong album được SongNam Film thực hiện. Hai music video là "G.O.D" (Government of Devis) và "Return for Dying" có thể xem là điểm nhấn của DVD được đạo diễn trẻ Triệu Quang Huy thực hiện. Các clip này đưa người xem về lại không gian thật sự "chất" của rock, rõ sự công phu và tâm huyết của những người thực hiện.

### Các single
You and I we'll kill the love to night: ra mắt như một món quà nhân dịp Valentine.
Forever 27: Là ca khúc tưởng nhớ những ca sĩ nhạc Rock thuộc 27 club.

### The Illuminati of Love and Death I & II
Vào mùa xuân 2014, 11/1/2014 Black Infinity chính thức phát hành Album thứ 2 mang tên " The Illuminati òf Love and Death I & II ". Album có 22 ca khúc nằm trong 2 Cds, Với tiêu chí là gợi nhớ và mang lại không khí của Heavy Metal thập niên 80'-90's, Black Infinity chú trọng nhiều trong Solo guitar, những cú Riff nặng được đồng thời kết hợp với nền electronic hiện đại của Keyboard. Theo ca sĩ Hung BlackhearteD chia sẻ thì đây có thể gọi là sự kết hơp của Judas Priest và Lady Gaga. Trong album này Black Infinity kết hơp làm việc với những tên tuôi quốc tế như Producer Tim Palmer (ông từng là producer của Ozzy, U2, Pearl Jam, Bon Jovi,...), Producer Anssi Kippo (người từng làm việc với Children of Bodom, Norther, Blood Stain Child,...) Và Album được Mástered tại Sterling Sound New York bơi Justin Shturtz (nơi đã từng mastered cho những nghệ sĩ tên tuổi như Lady Gaga, Guns n' Róses, Lamb of God,....) 

## Các tour diễn
Black Infinty bắt đầu trình diễn tại những câu lạc bộ ở Hồ Chí Minh. Sau đó, nhóm tham gia những show diễn lớn như Rock Storm, show Converse, show Jagermeister, show Nokia...và một số show nhỏ ở các quán BarRock tại Sài Gòn:
1. Jacktember - Mr. Jack's Birthday (2014) với sự tham gia của 2 nhóm nhạc trẻ là: After Eleven và Give Me An Air Conditioner tại Woodstock Bar.
2. Halloween Night (2014) với sự xuất hiện của After Eleven và 9th Dimension tại Woodstock Bar và Acoustic Ngô Thời Nhiệm.
3. Black Infinity minishow (2015) với sự tham gia của 9th Dimension tại RFC. Buổi diễn đánh dấu sự trở lại của ban nhạc vào năm mới.
4. Black Jack Night (2015) với sự ra mắt lần đầu của 3 band nhạc trẻ Another Think và Rotten Red Machine và 9th Dimension tại Woodstock Bar. Show diễn nhằm quảng bá thương hiệu Black Clothing (sáng lập bởi Nguyễn Tiến Hưng). Buổi biểu diễn khiến fan hâm mộ bất ngờ khi thể hiện lại ca khúc G.O.D - ca khúc mang chất Metal khá nặng và được fan ủng hộ nhiệt liệt.
5. Yan Beatfest (2015), sự kiện âm nhạc với sự góp mặt của hơn 100 ca sĩ cả nước. Black Infinity đã trình diễn 3 ca khúc: Before The Midnight, Burning All Sunday và The Secret, đặc biệt ban nhạc đã cover ca khúc Let It Go phối Rock mạnh mẽ trong thời lượng ít ỏi của chương trình.
6. We Are Legend (2015), sau khi hoàn thành phim ca nhạc We Are Legend với sự góp mặt của diễn viên Chi Pu và ca sĩ chính của ban nhạc 9th Dimension Thái Dương, Hung Blackhearted cho biết anh sẽ tổ chức tour diễn tại ba thành phố lớn Sài Gòn, Đà Nẵng và Hà Nội để quảng bá phim. Show diễn ngày 5/9/2015 tại Cargo Bar là show khởi động trong chuỗi tour We Are Legend năm 2015. Được biết, 4 ban nhạc khách mời gồm Rotten Red Machine (Metalcore) Razor Leaf (Hardcore) Bụi Gió (Alternative Rock) và 9th Dimension (Grunge Rock) đã khuấy động không khí của show diễn đến mức các crazy fan không thể ngồi yên. Black Infinity xuất hiện cuối cùng trong niềm háo hức của mọi người. Vocal Tiến Hưng gần như gục ngã trên sân khấu khi trình diễn mười mấy bài liên tiếp. Nhưng đó chỉ là độ phiêu của anh trong những ca khúc đậm chất metal như: G.O.D (Government of devils), War Of Souls, The Secret 2, Burning All Sunday,...và các ca khúc Rock Ballad trầm lắng: Suicide Romance, Shadow Of Dreams, You and I We'll Kill The Love Tonight,...Buổi diễn kết thúc trong sự thỏa mãn của fan hâm mộ cuồng nhiệt. Theo đánh giá, We Are Legend là show diễn thành công nhất của Black Infinity.

## Thành tựu
1. "Embracing hearts" được cộng đồng bình mạng chọn vào Top 10 ca khúc Rock hay nhất Việt Nam đầu thế kỷ 21.
2. "Lost Angels": Chiến thắng cuộc thi Hát Cho Niềm Đam Mê do Nokia tổ chức năm 2008[5]
3. "The Secret": Ca khúc giúp ban nhạc lọt vào Top 10 trong cuộc thi tìm kiếm ban nhạc xuất sắc nhất Đông Nam Á tháng 6 năm 2010.[6] Đồng thời là bài hát được xuất hiện trên đĩa CD Planet Metal của tạp chí Anh Quốc Metal Hammer tháng 4 năm 2010.[7]
4. Đại sứ cho thương hiệu Whiskey danh tiếng thế giới JACK DANIEL’S tại Việt Nam: Thương hiệu rượu Mỹ bán chạy nhất thế giới JACK DANIEL thường lựa chọn những ban nhạc Rock nổi tiếng để làm đại sứ thương hiệu như: Rolling Stones, Guns n' Roses, Motorhead, Asking Alexandra... Lần này họ đã chọn Black Infinity cho thấy tính biểu tượng của ban nhạc trong làng Rock Việt Nam.